# Galería de arte moderno Santa Ana
La Galería de arte moderno Empedocle Restivo, también conocida como Galería de arte Santa Ana (abreviado GAM), es un museo municipal de arte moderno ubicado en la vía Santa Ana, en el centro histórico de Palermo, Italia. El complejo museístico está formado por dos antiguos edificios, el antiguo convento franciscano de la Iglesia de Santa Ana de la Misericordia, de estilo barroco, y el Palacio Bonet, de estilo gótico catalán.
La galería cuenta con una importante colección de artistas como Giovanni Boldini, Massimo Campigli, Mario Bardi, Renato Guttuso, Emilio Greco entre otros.

## Historia
La primera galería cívica de arte moderno fue fundada en 1910 y estaba ubicada en el pequeño Teatro Politeama. Este solo fue una sede temporal, pues era muy reducido para albergar todas las obras. La galería fue creada por voluntad de Empedocle Restivo, al cual la galería está dedicada. La sede del Teatro Politeama resultó ser inadecuada para la galería, pero por cuestiones económicas tuvo que mantenerse en el teatro hasta 2006, cuando el complejo monumental de Santa Ana, del siglo XVI, fue restaurado y la galería fue trasladada tomando el nombre de GAM Palermo. En diciembre de 2007 la colección de la galería se vio enriquecida por la donación de Giorgio de Chirico.

## Los edificios
El complejo museístico está compuesto de dos edificios: el Palacio Bonet y el antiguo convento franciscano de la Iglesia de Santa Ana. La galería también ocupa una parte del Palacio Ziino. El primer priso acoge una gipsoteca, la cual originalmente estaba con el resto de la colección en el Teatro Politeama y el segundo piso es ocupado para realizar exposiciones temporales.

### Palacio Bonet
La construcción de este edificio se debe a un mercader catalán, Gaspar Bonet. Tomó casi cuarenta años en terminarse. Su particular estilo se convirtió rápidamente en referencia para la construcción de la residencia de algunos nobles sicilianos.
El estilo del edificio está inspirado en la tradición gótica con mucha influencia catalana. Se utilizaron bloques cuadrados para los muros perimetrales, con la estructura perteneciente a la arquitectura medieval típica siciliana. Hay un patio interior que da acceso al resto del edificio.
En 1582 la estructura fue comprada por los jesuitas, quienes luego la revendieron a una familia de Bolonia.

### El convento de Santa Ana
En 1606 comenzó la construcción de la Iglesia de Santa Ana, diseñada por Mariano Smiriglio. En 1618 los padres franciscanos del monasterio de Santa Ana compraron el Palacio Bonet y lo utilizaron para ampliar su convento. Al palacio se le realizaron obras que modificaron parcialmente la estructura del edificio, adaptándolo a las nuevas necesidades, por lo que el jardín del edificio se transformó en el claustro del convento y se realizaron otras obras en los años siguientes. En 1648 la torre se transformó en un campanario. Las obras del convento modificaron en gran medida la estructura original del edificio final.